# Raising Hope/Episodenliste

Logo zur Serie

Diese Episodenliste enthält alle Episoden der US-amerikanischen Comedyserie Raising Hope, sortiert nach der US-amerikanischen Erstausstrahlung. Zwischen 2010 und 2014 entstanden in vier Staffeln insgesamt 88 Episoden mit einer Länge von jeweils etwa 22 Minuten.

## Übersicht
| Staffel | Episodenanzahl | Erstausstrahlung USA | Erstausstrahlung USA | Deutschsprachige Erstausstrahlung | Deutschsprachige Erstausstrahlung |
| Staffel | Episodenanzahl | Staffelpremiere      | Staffelfinale        | Staffelpremiere                   | Staffelfinale                     |
| ------- | -------------- | -------------------- | -------------------- | --------------------------------- | --------------------------------- |
| 1       | 22             | 21. September 2010   | 17. Mai 2011         | 10. September 2012                | 19. November 2012                 |
| 2       | 22             | 20. September 2011   | 17. April 2012       | 29. August 2013                   | 7. November 2013                  |
| 3       | 22             | 2. Oktober 2012      | 28. März 2013        | 11. Juni 2015                     | 10. Juli 2015                     |
| 4       | 22             | 15. November 2013    | 4. April 2014        | 21. Oktober 2015                  | 20. November 2015                 |

## Staffel 1
Die Erstausstrahlung der ersten Staffel war vom 21. September 2010 bis zum 17. Mai 2011 auf dem US-amerikanischen Sender Fox zu sehen. Die deutschsprachige Erstausstrahlung auf dem Sender RTL Nitro war vom 10. September bis zum 19. November 2012.
| Nr. (ges.) | Nr. (St.) | Deutscher Titel                             | Originaltitel               | Erstausstrahlung USA | Deutschsprachige Erstausstrahlung (D) | Regie           | Drehbuch                    |
| ---------- | --------- | ------------------------------------------- | --------------------------- | -------------------- | ------------------------------------- | --------------- | --------------------------- |
| 1          | 1         | … und dann kam Hope!                        | Pilot                       | 21. Sep. 2010        | 10. Sep. 2012                         | Michael Fresco  | Greg García                 |
| 2          | 2         | Auf Messers Schneidezahn                    | Dead Tooth                  | 28. Sep. 2010        | 10. Sep. 2012                         | Michael Fresco  | Greg García                 |
| 3          | 3         | Wenn Träume landen lernen                   | Dream Hoarders              | 5. Okt. 2010         | 17. Sep. 2012                         | Michael Fresco  | Ralph Greene                |
| 4          | 4         | Bitte lächeln!                              | Say Cheese                  | 12. Okt. 2010        | 17. Sep. 2012                         | Eyal Gordin     | Greg Garcia                 |
| 5          | 5         | Der Mann mit der Maske                      | Happy Halloween             | 26. Okt. 2010        | 24. Sep. 2012                         | Greg Garcia     | Dan Coscino                 |
| 6          | 6         | Zukünftige Geheimnisse?                     | Family Secrets              | 26. Okt. 2010        | 24. Sep. 2012                         | Randall Einhorn | Bobby Bowman                |
| 7          | 7         | Rotznase                                    | The Sniffles                | 9. Nov. 2010         | 1. Okt. 2012                          | Eyal Gordin     | Mike Mariano                |
| 8          | 8         | Unter Hunden                                | Blue Dots                   | 16. Nov. 2010        | 1. Okt. 2012                          | Eyal Gordin     | Liz Astrof                  |
| 9          | 9         | Mein Baby, seine anderen Großeltern und ich | Meet the Grandparents       | 23. Nov. 2010        | 8. Okt. 2012                          | Jace Alexander  | Elijah Aron & Jordan Young  |
| 10         | 10        | Burt rockt                                  | Burt Rocks                  | 30. Nov. 2010        | 8. Okt. 2012                          | Jace Alexander  | Alan Kirschenbaum           |
| 11         | 11        | Die scheinheilige Familie                   | Toy Story                   | 7. Dez. 2010         | 15. Okt. 2012                         | Michael Fresco  | Bobby Bowman                |
| 12         | 12        | Romeo und Romeo                             | Romeo and Romeo             | 8. Feb. 2011         | 15. Okt. 2012                         | Eyal Gordin     | Ralph Greene & Tim Stack    |
| 13         | 13        | Höllisch viele Keime                        | A Germ of a Story           | 15. Feb. 2011        | 22. Okt. 2012                         | Phil Traill     | Tim Stack                   |
| 14         | 14        | Meine Cousine kann mich mal                 | What Up, Cuz?               | 22. Feb. 2011        | 22. Okt. 2012                         | Rebecca Asher   | Bobby Bowman                |
| 15         | 15        | Schnipp, schnapp                            | Snip Snip                   | 1. März 2011         | 29. Okt. 2012                         | Chris Koch      | Mike Mariano                |
| 16         | 16        | Vier Männer und ein Trauschein              | The Cultish Personality     | 8. März 2011         | 29. Okt. 2012                         | Phil Traill     | Matthew W. Thompson         |
| 17         | 17        | Maw Maw und die Mungos                      | Mongooses                   | 15. März 2011        | 5. Nov. 2012                          | Eyal Gordin     | Bobby Bowman                |
| 18         | 18        | Don Juan für Jung und Alt                   | Cheaters                    | 19. Apr. 2011        | 5. Nov. 2012                          | Dan Attias      | Elijah Aron & Jordan Young  |
| 19         | 19        | Schlaftraining                              | Sleep Training              | 26. Apr. 2011        | 12. Nov. 2012                         | Eyal Gordin     | Bobby Bowman & Sean Conaway |
| 20         | 20        | Flirten … bis der Stalker kommt             | Everybody Flirts… Sometimes | 3. Mai 2011          | 12. Nov. 2012                         | Jerry Levine    | Christine Zander            |
| 21         | 21        | Heimlich, still und leise                   | Baby Monitor                | 10. Mai 2011         | 19. Nov. 2012                         | Eyal Gordin     | Bobby Bowman                |
| 22         | 22        | Vier vor fünf Jahren                        | Don’t Vote for This Episode | 17. Mai 2011         | 19. Nov. 2012                         | Greg Garcia     | Greg Garcia                 |

## Staffel 2
Die Erstausstrahlung der zweiten Staffel war vom 20. September 2011 bis zum 17. April 2012 auf dem US-amerikanischen Sender Fox zu sehen. Die deutschsprachige Erstausstrahlung war auf dem RTL Nitro vom 29. August bis zum 7. November 2013.
| Nr. (ges.) | Nr. (St.) | Deutscher Titel                          | Originaltitel                                                | Erstausstrahlung USA | Deutschsprachige Erstausstrahlung (D) | Regie              | Drehbuch                                    |
| ---------- | --------- | ---------------------------------------- | ------------------------------------------------------------ | -------------------- | ------------------------------------- | ------------------ | ------------------------------------------- |
| 23         | 1         | Bier, Weib und Gesang                    | Prodigy                                                      | 20. Sep. 2011        | 29. Aug. 2013                         | Eyal Gordin        | Christine Zander                            |
| 24         | 2         | Arme reiche Sabrina                      | Sabrina Has Money                                            | 27. Sep. 2011        | 29. Aug. 2013                         | Troy Miller        | Michael Pennie                              |
| 25         | 3         | Furchtbar war es früher auch             | Kidnapped                                                    | 4. Okt. 2011         | 5. Sep. 2013                          | Mike Mariano       | Elijah Aron & Jordan Young                  |
| 26         | 4         | Ehe – ich mich schlagen lasse            | Henderson, Nevada-Adjacent Baby! Henderson, Nevada-Adjacent! | 5. Okt. 2011         | 5. Sep. 2013                          | Dan Attias         | Alan Kirschenbaum & Mike Mariano            |
| 27         | 5         | Hopes Killerinstinkt                     | Killer Hope                                                  | 1. Nov. 2011         | 12. Sep. 2013                         | Michael Fresco     | Ralph Greene & Tim Stack                    |
| 28         | 6         | Auf Ab(wasser)wegen                      | Jimmy and the Kid                                            | 8. Nov. 2011         | 12. Sep. 2013                         | Eyal Gordin        | Bobby Bowman                                |
| 29         | 7         | Burts Eltern!                            | Burt’s Parents                                               | 15. Nov. 2011        | 19. Sep. 2013                         | Eyal Gordin        | Sean Conaway                                |
| 30         | 8         | Joghurt für Männer                       | Bro-gurt                                                     | 29. Nov. 2011        | 19. Sep. 2013                         | Mike Mariano       | Michael Pennie                              |
| 31         | 9         | Neue Männlichkeit muss her               | The Men of New Natesville                                    | 6. Dez. 2011         | 26. Sep. 2013                         | Michael Fresco     | Matthew W. Thompson                         |
| 32         | 10        | Ist das Leben mit Hope nicht schön?      | It’s a Hopeful Life                                          | 13. Dez. 2011        | 26. Sep. 2013                         | Tucker Gates       | Ralph Greene & Tim Stack                    |
| 33         | 11        | Wer ist der Dümmste?                     | Mrs. Smartypants                                             | 17. Jan. 2012        | 3. Okt. 2013                          | Eyal Gordin        | Alan Kirschenbaum & Mike Mariano            |
| 34         | 12        | Die Spiele beginnen                      | Gambling Again                                               | 31. Jan. 2012        | 3. Okt. 2013                          | Rebecca Asher      | Deweyne LaMar Lee                           |
| 35         | 13        | Der Joker im Tarot                       | Tarot Cards                                                  | 7. Feb. 2012         | 10. Okt. 2013                         | Lee Shallat Chemel | Amy Hubbs                                   |
| 36         | 14        | Jimmys erfundene Freundin                | Jimmy’s Fake Girlfriend                                      | 14. Feb. 2012        | 10. Okt. 2013                         | Rebecca Asher      | Bobby Bowman                                |
| 37         | 15        | Nackter Wahnsinn                         | Sheer Madness                                                | 21. Feb. 2012        | 17. Okt. 2013                         | Phil Traill        | Handlung: Josh Wolf Schauspiel: Greg Garcia |
| 38         | 16        | Ich habe die Macht                       | Single White Female Role Model                               | 6. März 2012         | 17. Okt. 2013                         | Eyal Gordin        | Bobby Bowman                                |
| 39         | 17        | Versohle mio                             | Spanks Butt, No Spanks                                       | 13. März 2012        | 24. Okt. 2013                         | Rebecca Asher      | Michael Pennie                              |
| 40         | 18        | Das Vergnügen, Wilfred zu sein           | Poking Holes in the Story                                    | 20. März 2012        | 24. Okt. 2013                         | Eyal Gordin        | Matthew W. Thompson                         |
| 41         | 19        | Schweinereien für den Ruhm               | Hogging All the Glory                                        | 27. März 2012        | 31. Okt. 2013                         | Mike Mariano       | Mike Mariano                                |
| 42         | 20        | Zwei Möpse im Dreivierteltakt            | Sabrina’s New Jimmy                                          | 3. Apr. 2012         | 31. Okt. 2013                         | Matt Shakman       | Elijah Aron & Jordan Young                  |
| 43         | 21        | Das darf nicht wahr sein! – Teil 1       | Inside Probe (1)                                             | 10. Apr. 2012        | 7. Nov. 2013                          | Greg Garcia        | Alan Kirschenbaum & Tim Stack               |
| 44         | 22        | Fürchte den Bus des Schicksals! – Teil 2 | I Want My Baby Back, Baby Back, Baby Back (2)                | 17. Apr. 2012        | 7. Nov. 2013                          | Eyal Gordin        | Bobby Bowman                                |

## Staffel 3
Die Erstausstrahlung der dritten Staffel war vom 2. Oktober 2012 bis zum 28. März 2013 auf dem US-amerikanischen Sender Fox zu sehen. Die deutschsprachige Erstausstrahlung auf ORF eins lief vom 11. Juni bis zum 10. Juli 2015.
| Nr. (ges.) | Nr. (St.) | Deutscher Titel                                | Originaltitel                                      | Erstausstrahlung USA | Deutschsprachige Erstausstrahlung (A) | Regie              | Drehbuch                        |
| ---------- | --------- | ---------------------------------------------- | -------------------------------------------------- | -------------------- | ------------------------------------- | ------------------ | ------------------------------- |
| 45         | 1         | Der Antrag, der noch nicht anständig genug war | Not Indecent, But Not Quite Decent Enough Proposal | 2. Okt. 2012         | 11. Juni 2015                         | Greg García        | Greg García                     |
| 46         | 2         | Schmeiß die Maw Maw aus dem Haus! – Teil 1     | Throw Maw Maw from the House (1)                   | 9. Okt. 2012         | 12. Juni 2015                         | Eyal Gordin        | Greg Garcia & Fred Shafferman   |
| 47         | 3         | Schmeiß die Maw Maw aus dem Haus! – Teil 2     | Throw Maw Maw from the House (2)                   | 16. Okt. 2012        | 15. Juni 2015                         | Eyal Gordin        | Elijah Aron & Jordan Young      |
| 48         | 4         | Alte Scheunen brennen besser?                  | If a Ham Falls in the Woods                        | 23. Okt. 2012        | 16. Juni 2015                         | Eyal Gordin        | Mark Stegemann                  |
| 49         | 5         | Zwei Schwule und ein Baby                      | Don’t Ask, Don’t Tell Me What To Do                | 30. Okt. 2012        | 17. Juni 2015                         | Eyal Gordin        | Matthew W. Thompson             |
| 50         | 6         | Adop-Tiefschläge                               | What Up, Bro?                                      | 13. Nov. 2012        | 18. Juni 2015                         | Mike Mariano       | Mike Mariano                    |
| 51         | 7         | Schoko Wars                                    | Candy Wars                                         | 20. Nov. 2012        | 19. Juni 2015                         | Michael Fresco     | Ralph Greene & Fred Schafferman |
| 52         | 8         | Wut im Darm                                    | The Walk for the Runs                              | 27. Nov. 2012        | 22. Juni 2015                         | Rebecca Asher      | Joey Gutierrez                  |
| 53         | 9         | Sabrinas Muttertest                            | Squeak Means Squeak                                | 4. Dez. 2012         | 23. Juni 2015                         | Lee Shallat Chemel | Stephnie Weir                   |
| 54         | 10        | Last Christmas                                 | The Last Christmas                                 | 11. Dez. 2012        | 24. Juni 2015                         | Greg Garcia        | Greg Garcia                     |
| 55         | 11        | Kindheit in der Kreide                         | Credit Where Credit Is Due                         | 8. Jan. 2013         | 25. Juni 2015                         | Eyal Gordin        | Paul A. Kaplan & Mark Torgove   |
| 56         | 12        | Herr der Ringe                                 | Lord of the Ring                                   | 15. Jan. 2013        | 26. Juni 2015                         | Dan Attias         | Timothy Stack                   |
| 57         | 13        | Junggesell mit Junggesell                      | What Happens at Howdy’s Doesn’t Stay at Howdy’s    | 22. Jan. 2013        | 29. Juni 2015                         | Eyal Gordin        | Gina Gari                       |
| 58         | 14        | Die Hochzeit am Ende des Wahnsinns             | Modern Wedding                                     | 29. Jan. 2013        | 30. Juni 2015                         | Rebecca Asher      | Sean Conaway                    |
| 59         | 15        | Los Angeles bleibt nicht verschont – Teil 1    | Yo Zappa Do (1)                                    | 29. Jan. 2013        | 1. Juli 2015                          | Eyal Gordin        | Amy Hubbs                       |
| 60         | 16        | Los Angeles bleibt nicht verschont – Teil 2    | Yo Zappa Do (2)                                    | 5. Feb. 2013         | 2. Juli 2015                          | Lee Shallat Chemel | Jordan Young & Elijah Aron      |
| 61         | 17        | Sex, Clown und Video                           | Sex, Clown and Videotape                           | 5. Feb. 2013         | 3. Juli 2015                          | Rebecca Asher      | Deweyne LaMar Lee               |
| 62         | 18        | Bäume feiern, wie sie fallen …                 | Arbor Daze                                         | 19. Feb. 2013        | 6. Juli 2015                          | Eyal Gordin        | Ralph Greene & Timothy Stack    |
| 63         | 19        | Rock ’n’ Roll für Kinder                       | Making the Band                                    | 26. Feb. 2013        | 7. Juli 2015                          | Mike Mariano       | Sean Conaway                    |
| 64         | 20        | Die perfekte Ex                                | The Old Girl                                       | 26. Feb. 2013        | 8. Juli 2015                          | Eyal Gordin        | Joey Gutierrez                  |
| 65         | 21        | Burt-Mitzwa: Das Musical                       | Burt Mitzvah – The Musical                         | 28. März 2013        | 9. Juli 2015                          | Eyal Gordin        | Paul A. Kaplan & Mark Torgove   |
| 66         | 22        | Mamma Mia                                      | Mother’s Day                                       | 28. März 2013        | 10. Juli 2015                         | Rick Kelly         | Greg Garcia                     |

## Staffel 4
Die Erstausstrahlung der vierten Staffel war vom 15. November 2013 bis zum 4. April 2014 auf dem US-amerikanischen Sender Fox zu sehen.
Die deutschsprachige Erstausstrahlung wurde vom 21. Oktober bis 20. November 2015 beim österreichischen Free-TV-Sender ORF eins gesendet.
| Nr. (ges.) | Nr. (St.) | Deutscher Titel                                   | Originaltitel                  | Erstausstrahlung USA | Deutschsprachige Erstausstrahlung (A) | Regie             | Drehbuch                            |
| ---------- | --------- | ------------------------------------------------- | ------------------------------ | -------------------- | ------------------------------------- | ----------------- | ----------------------------------- |
| 67         | 1         | Und dann der Déjà-Vu-Mann                         | Déjà Vu Man                    | 15. Nov. 2013        | 21. Okt. 2015                         | Mike Mariano      | Mike Mariano                        |
| 68         | 2         | Mehr ist einfach mehr                             | Burt Bucks                     | 15. Nov. 2013        | 22. Okt. 2015                         | Rebecca Asher     | Joey Gutierrez                      |
| 69         | 3         | Eine Bootsfahrt, die ist frustig                  | Ship Happens                   | 22. Nov. 2013        | 23. Okt. 2015                         | David Katzenberg  | Sean Conaway                        |
| 70         | 4         | Rosarot wird zu staubgrau                         | Hi-Def                         | 22. Nov. 2013        | 27. Okt. 2015                         | Mike Mariano      | Matthew W. Thompson                 |
| 71         | 5         | Glaube an dein Nilpferd                           | Extreme Howdy’s Makeover       | 29. Nov. 2013        | 28. Okt. 2015                         | Jay Karas         | Matthew W. Thompson                 |
| 72         | 6         | Entbindungsfeier                                  | Adoption                       | 29. Nov. 2013        | 29. Okt. 2015                         | Rebecca Asher     | Elijah Aron & Jordan Young          |
| 73         | 7         | Mord ist unser Hobby                              | Murder, She Hoped              | 6. Dez. 2013         | 30. Okt. 2015                         | Rebecca Asher     | Audra Sielaff & Becky Mann          |
| 74         | 8         | Funktionierende Funktionsstörungen                | Dysfunction Function           | 6. Dez. 2013         | 2. Nov. 2015                          | Rick Kelly        | Mark Stegemann                      |
| 75         | 9         | Stern über Burtlehem                              | The Chance Who Stole Christmas | 13. Dez. 2013        | 3. Nov. 2015                          | Mike Mariano      | Dave Holstein                       |
| 76         | 10        | Rettet die Bienen                                 | Bee Story                      | 13. Dez. 2013        | 4. Nov. 2015                          | Ken Whittingham   | Mark Torgove & Paul A. Kaplan       |
| 77         | 11        | Frauen ohne Friede                                | Hey There Delilah              | 10. Jan. 2014        | 5. Nov. 2015                          | Jeffrey Walker    | Timothy Stack                       |
| 78         | 12        | Was kochst du?                                    | Hot Dish                       | 17. Jan. 2014        | 6. Nov. 2015                          | Rebecca Asher     | Kevin Henderson                     |
| 79         | 13        | Über Harmonie lässt sich streiten                 | Thrilla in Natesvilla          | 24. Jan. 2014        | 9. Nov. 2015                          | Rick Kelly        | Shelly Gossman                      |
| 80         | 14        | Mögen die... Supermarkt-Spiele beginnen!          | Road to Natesville             | 31. Jan. 2014        | 10. Nov. 2015                         | Rebecca Asher     | Mark Stegemann                      |
| 81         | 15        | Kronjuwelen zum Hochzeitstag                      | Anniversary Ball               | 7. Feb. 2014         | 11. Nov. 2015                         | Timothy Stack     | Mike Mariano                        |
| 82         | 16        | Küss mich, Feigling!                              | The One Where They Get High    | 28. Feb. 2014        | 12. Nov. 2015                         | Victor Nelli, Jr. | Joey Gutierrez                      |
| 83         | 17        | Einmal heiß, einmal fettig                        | Baby Phat                      | 7. März 2014         | 13. Nov. 2015                         | Garret Dillahunt  | Mark Stegemann                      |
| 84         | 18        | Fast wie im Fernsehen                             | Dinner With Tropes             | 14. März 2014        | 16. Nov. 2015                         | Rebecca Asher     | Mark Torgove & Paul A. Kaplan       |
| 85         | 19        | Para-Natesville Activity                          | Para-Natesville Activity       | 21. März 2014        | 17. Nov. 2015                         | Melissa Kosar     | Jordan Young & Elijah Aron          |
| 86         | 20        | Hunde- und Frauenflüsterer                        | Man’s Best Friend              | 28. März 2014        | 18. Nov. 2015                         | Richie Keen       | Ralph Greene                        |
| 87         | 21        | Planloser Mann mit Plan                           | How I Met Your Mullet          | 4. Apr. 2014         | 19. Nov. 2015                         | Rick Kelly        | Timothy Stack & Matthew W. Thompson |
| 88         | 22        | Vater und Tochter stolpern in den Sonnenuntergang | The Father Daughter Dance      | 4. Apr. 2014         | 20. Nov. 2015                         | Mike Mariano      | Mike Mariano                        |